# Ponlat-Taillebourg
Ponlat-Taillebourg là một xã thuộc tỉnh Haute-Garonne trong vùng Occitanie tây nam nước Pháp. Xã này nằm ở khu vực có độ cao trung bình 410 mét trên mực nước biển.